# Remigia discrepans
Remigia discrepans är en fjärilsart som beskrevs av Butler 1886. Remigia discrepans ingår i släktet Remigia och familjen nattflyn. Inga underarter finns listade.